# Guthorm Sigurdsson
Guthorm Sigurdsson  mort en 891. Il est Jarl ou  comte des Orcades pendant un an.

## Origine
Guthorm est le fils unique de Sigurd Eysteinsson. 

## Règne
Guthorm reçoit les Orcades à la mort de son père. Il meurt lui-même sans doute de maladie après un an de gouvernement sans laisser d'enfant. Des vikings en profitèrent alors pour s'installer dans le pays.
Lorsque Rognvald de Møre apprend la mort du père et du fils il décide d'envoyer son propre fils, Hallad à l'ouest. Le roi Harald Ier de Norvège confère alors à ce dernier le titre de Jarl.